# Juan Shertzer
Juan Pedro Shertzer Díaz es un abogado chileno, licenciado en Ciencias Jurídicas y Sociales por la Universidad de Concepción el año 1972.
Fue Presidente de la Corte Apelaciones de La Serena además es Ministro Titular Corte Apelaciones de La Serena, desde año 1994 a la fecha además de Presidente Tribunal Electoral Regional IV Región desde año 2007.
Es profesor titular de la cátedra de Derecho Procesal en la Escuela de Derecho de la Universidad Central de Chile, sede La Serena.